# ولادیمیر آگاپوف
ولادیمیر آگاپوف (انگلیسی: Vladimir Agapov; ۱۸ نوامبر ۱۹۳۳ – ۲۱ مهٔ ۲۰۲۴) بازیکن و مربی فوتبال اهل اتحاد جماهیر شوروی بود. او در ۲۱ مه ۲۰۲۴ در سن ۹۰سالگی درگذشت.
وی در تیم ملی فوتبال شوروی بازی کرده است.